# Dzielnica VII Zwierzyniec
Dzielnica VII Zwierzyniec ist der siebte Stadtbezirk von Krakau in Polen, dieser umfasst eine Fläche von 28,73 km² und zählt 20.555 Einwohner mit einer Bevölkerungsdichte von 715,5 Einwohnern/km² – er ist der am dünnsten besiedelte der Krakauer Bezirke. Namensgebend ist der Ort Zwierzyniec, der 1910 nach Krakau eingemeindet wurde.
Im Jahr 1954 wurde eine Neugliederung auf sechs Stadtbezirke eingeführt, der Stadtbezirk namens Zwierzyniec umfasste mehrere Ortschaften nördlich der Weichsel um den Wolski-Wald und hatte eine Fläche von 30,6 km² und im Jahr 1960 106.00 Einwohner. 1973 wurden die Stadtbezirke Zwierzyniec und Kleparz vereinigt um den Stadtbezirk Krowodrza zu schaffen. Der Stadtbezirk entstand wieder im Jahr 1990.

## Gliederung

Stadtbezirk VII Zwierzyniec

- Zwierzyniec
- Bielany
- Chełm
- Olszanica
- Półwsie Zwierzynieckie
- Przegorzały
- Salwator
- Wola Justowska
- Zakamycze